# فرودگاه شهری بلایث‌ویل
فرودگاه شهری بلایث‌ویل (به انگلیسی: Blytheville Municipal Airport) یک فرودگاه همگانی بهره‌برداری هوایی با کد یاتا HKA است که یک باند فرود آسفالت دارد و طول باند آن ۱۵۲۴ متر است. این فرودگاه در کشور ایالات متحده آمریکا قرار دارد و در ارتفاع ۷۸ متری از سطح دریا واقع شده‌است.